# Нефрозої
Нефрозої (лат. Nephrozoa — клада білатеральних (двосторонньо-симетричних) тварин, що включає їх усіх, крім представників типу Xenacoelomorpha.
Вважається, що виникнення перших організмів цієї групи відбулося задовго до початку кембрію, приблизно 555 мільйонів років тому.

## Систематика
Кладу виділено на основі генетичного аналізу, об'єднує всіх вторинноротих і первинноротих тварин. Дослідження за допомогою транскриптомного аналізу у 2016 році показали, що сестринською групою до Nephrozoa є тип Xenacoelomorpha, що лежить в основі філогенетичного древа двосторонньо-симетричних тварин: 
|           | Xenacoelomorpha                                                                             |
|           |                                                                                             |
| Nephrozoa | \| \| Первиннороті (Protostomia) \| \| \| \| \| \| Вториннороті (Deuterostomia) \| \| \| \| |
|           | \| \| Первиннороті (Protostomia) \| \| \| \| \| \| Вториннороті (Deuterostomia) \| \| \| \| |
|           | Первиннороті (Protostomia)                                                                  |
|           |                                                                                             |
|           | Вториннороті (Deuterostomia)                                                                |
|           |                                                                                             |

|  | Первиннороті (Protostomia)   |
|  |                              |
|  | Вториннороті (Deuterostomia) |
|  |                              |